# Euthria cornea
Euthria cornea, tên tiếng Anh: spindle euthria, là một loài ốc biển, là động vật thân mềm chân bụng sống ở biển trong họ Buccinidae.

## Miêu tả
Loài này có kích thước giữa 20mm and 80 mm

## Phân bố
Chúng phân bố ở Đại Tây Dương along Portugal and Morocoo and in Địa Trung Hải

## Hình ảnh

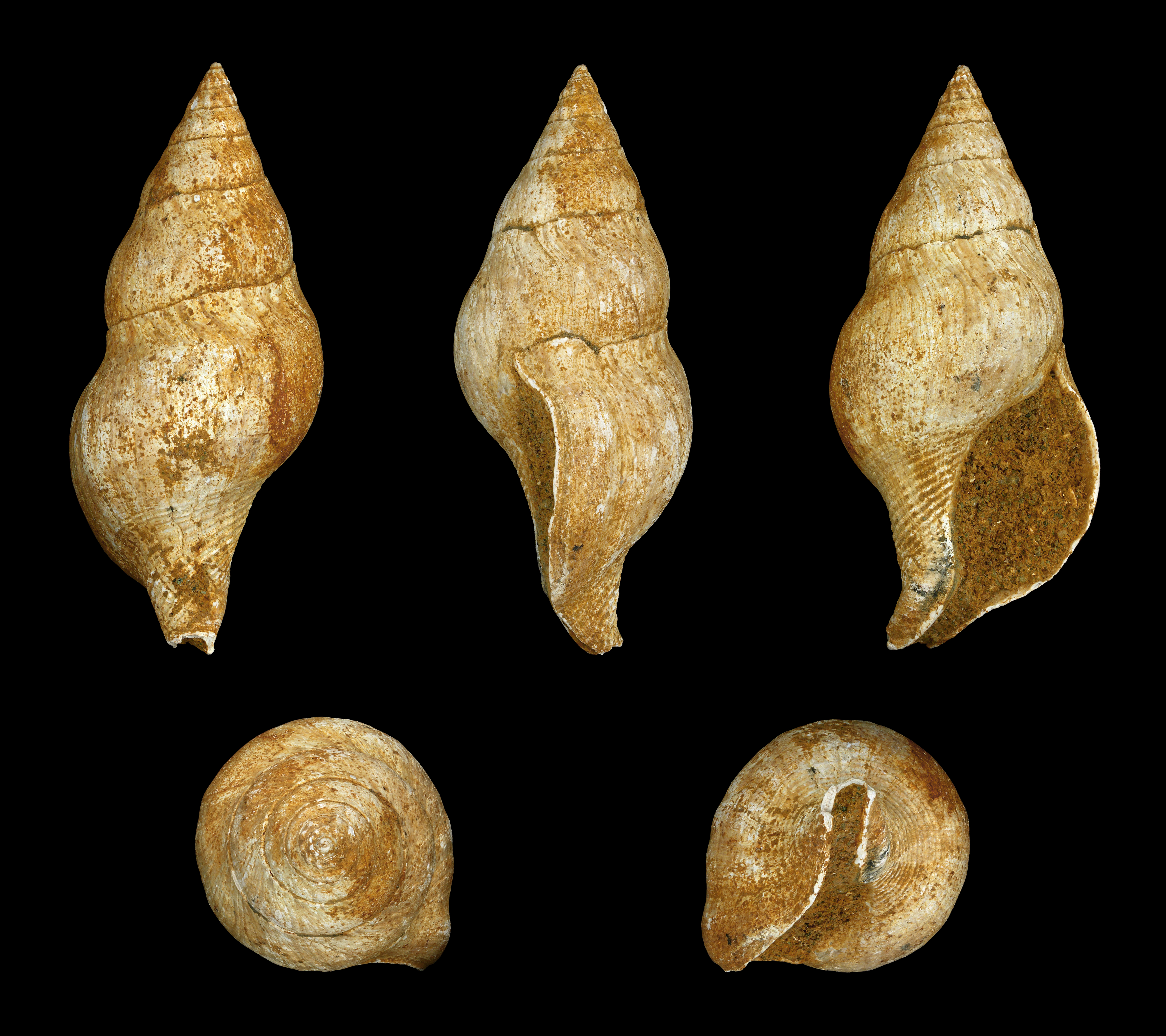